# Antoine Paternotte
Antoine Paternotte, poète latin, fils d'André et d'Antonia de Namur, naquit à Ath, dans la paroisse de Saint-
Julien, le 21 décembre 1641. Il entra dans l'ordre des récollets et résida longtemps dans le couvent de sa ville natale.

## Biographie
Son nom ne serait pas sorti de l'oubli sans une publication singulière portant comme titre :
Rosarium Carolistarum vulgo "les patenotres impériales". Invictissimo potentissimo, gloriosissimoque Romanorum Imperatori necnon Hispaniarum rEgi Carolo sexto Austriaco semper Augusto, dedicatum et consacratum, Mons, 1715.
Il s'agit d'un recueil d'épigrammes, d'anagrammes et de chronogrammes en l'honneur de l'empereur Charles VI illustré de vignettes gravées. L’œuvre est comme le rosaire divisé en 15 dizains.
Exemple de chronogramme : aVe Caesar De CIVItate Mea athensI hannonIa  (=1714)
Exemple d'épigramme : Urbs mea nomen Athum, mercatu florida, mire est Carole, in obsequium dedita tota tuum